# Ą́
Ą́ (lub mała litera ą́) – litera rozszerzonego alfabetu łacińskiego. Litera ta składa się z litery A, ostrego akcentu oraz ogonka.
Ą́ używana jest do zapisu chipewyan, języka inupiak, litewskiego, nawaho, języka Omaha–Ponca, języka osage i winnebago.